# Arnau Domènech
Arnau Domènech, Mallorca?, s. XV, cartògraf mallorquí del qual es conserva una carta portolana decorada de 1486, feta a Nàpols, en la que es declara deixeble de Pere Rossell,, al Museu Marítim de Greenwich.
També es conserva a la Biblioteca del Congrés dels Estats Units una seva guia de pesos i mesures de 1484.
Segueix les convencions cartogràfiques i decoratives del seu mestre i la llengua dels seus mapes és el català.